# 東園基敬
東園基敬（1820年11月28日—1883年5月24日），是江戶時代末期的公卿，也是藤原北家中御門流堂上家的東園家當主。

## 生涯
東園基敬在文政三年（1820年）出生，是父母東園基貞及芝山氏（芝山國豐女）的長子，兩年後（1822年）敘爵從五位下；歷任侍從與左近衛少將。
安政五年（1858年），他參與岩倉具視發起的安政勤王運動，與其他八十七位公卿共同反對江戶幕府與美國簽訂《日美修好通商條約》，是為廷臣八十八卿列參事件，也因此同年被井伊直弼發動的安政大獄連坐。
明治維新後，在明治元年（1868年）昇敘從三位參議，位列公卿，及後出任新政府的參與。
明治十六年（1883年）他逝世，享年64歲，其子東園基愛授與子爵。
| 王位覬覦者      | 王位覬覦者                               | 王位覬覦者      |
| --------------- | ---------------------------------------- | --------------- |
| 前任： 東園基貞 | 東園家當主 1857年10月27日－1883年5月24日 | 繼任： 東園基愛 |